# Hubbard (Oregon)
Hubbard – miasto w Stanach Zjednoczonych, w stanie Oregon, w hrabstwie Marion.